# Cibotiaceae
Ver Pteridophyta para una introducción a las plantas vasculares sin semilla
Las cibotiáceas (nombre científico Cibotiaceae) con su único género Cibotium, son una familia de helechos del orden Cyatheales, que en la moderna clasificación de Christenhusz et al. 2011 es monofilética. Entre sus especies cabe citar el helecho arbóreo mexicano (Cibotium schiedei).

## Taxonomía
Introducción teórica en Taxonomía
La clasificación más actualizada es la de Christenhusz et al. 2011 (basada en Smith et al. 2006, 2008); que también provee una secuencia lineal de las licofitas y monilofitas.
- Familia 22. Cibotiaceae Korall in A.R.Sm. et al., Taxon 55: 712 (2006).

1 género (Cibotium). Referencia: Smith et al. (2006a).

## ClasificaciónsensuSmithet al.2006
Ubicación taxonómica:
Plantae (clado), Viridiplantae, Streptophyta, Streptophytina, Embryophyta, Tracheophyta, Euphyllophyta, Monilophyta, Clase Polypodiopsida, Orden Cyatheales, familia Cibotiaceae, género Cibotium.
Cibotiaceae Korall, stat. nov. Basado en una referencia completa y directa a la descripción en latín asociada con la subfamilia Cibotioideae Nayar, Taxón 19:234. 1970. 
Tipo: Cibotium Kaulf., Jahrb. Pharm. 21: 53. 1820.
Un solo género, Cibotium, con cerca de 11 especies.

## Filogenia
Introducción teórica en Filogenia
Monofilético (Korall et al. 2006), con cierta afinidad con Dicksoniaceae.
Junto con Dicksoniaceae, Cyatheaceae y Metaxyaceae, forman el clado del "núcleo de los helechos arborescentes" ("core tree ferns", ver en Cyatheales).

## Caracteres
Con las características de Pteridophyta.
Rizomas sólidos ("massive"), postrados a ascendentes a erectos (hasta 6 metros de altura), solenostélicos o dictiostélicos. En los ápices presentan pelos amarillentos suaves. Bases peciolares persistentes. 
Hojas monomórficas, la mayoría de 2-4 m de largo. Los pecíolos con pelos en las bases, con 3 haces vasculares corrugados arreglados en una forma de omega. Hojas grandes, bipinnadas a bipinadas-pinatifidas o aún más divididas. Los ejes secundarios y terciarios de las láminas con crestas en su cara adaxial. Venas libre, simples o bifurcadas a pinadas. Estomas con 3 células subsidiarias. 
Soros marginales en el final de las venas. Indusio bivalvo, el indusio externo fuertemente diferenciado y no verde, el indusio interno también muy modificado y con forma de lengua. Parafisos filiformes. 
Las esporas de las cibotiáceas son muy características, diferentes de las de todas las demás familias en Cyatheales (Gastony 1982, Tyron y Lugardon 1991). Son globosas a globosas-tetraédricas, con ángulos prominentes y un cinturón ("flange") ecuatorial bien desarrollado. También presentan en su cara distal crestas gruesas, bien marcadas, más o menos paralelas, a veces anastomosadas. Estas crestas son el resultado de una exospora gruesamente crestada, revestida por un perisporio delgado, a veces granulado. Las esporas de Lophosoria también tienen un cinturón ecuatorial bien desarrollado, pero no tienen las crestas distales (Tyron y Tyron 1982, Tyron y Lugardon 1991). 
Paredes de los anteridios de 5 células de espesor.
Número de cromosomas: x = 68. Hasta donde se sabe, ese número también es único en todo el clado de los helechos arborescentes.

## Comentarios
Las especies hawaianas han sido extensivamente estudiadas por Palmer (1994).